# Sophaga
Sophaga là một chi bướm đêm thuộc họ Noctuidae, hiện tại nó được coi là đồng nghĩa của Timora.